# Momo Watanabe
Momo Watanabe (渡辺桃, Watanabe Momo, nascida em 22 de março de 2000) é uma lutadora profissional japonesa. Ela trabalha atualmente para a World Wonder Ring Stardom, onde ela é membro do grupo H.A.T.E.
Desde que Watanabe fez sua estreia na Stardom em 16 de novembro de 2014, ela se tornou três vezes campeã Artist of Stardom, duas vezes campeã Goddesses of Stardom e uma vez campeã Wonder of Stardom. Watanabe é vencedora do Torneio Cinderella de 2018 e das edições de 2018 e 2020 da Goddesses of Stardom Tag League. Além disso, Watanabe foi ex-líder do grupo Queen's Quest.

## Carreira na luta livre profissional

### World Wonder Ring Stardom (2014-presente)

#### Início de carreira (2014–2016)
Em 16 de novembro de 2014, Watanabe fez sua estreia no wrestling profissional na World Wonder Ring Stardom, onde desafiou Takumi Iroha sem sucesso. No Mask Fiesta 2015, em 25 de outubro de 2015, Watanabe, lutando sob o nome de ringue Fuzzy Peach, fez parceria com Starlight Kid em uma derrota para Iotica e Mini Iotica. Em 6 de dezembro de 2016, Watanabe recebeu sua primeira oportunidade de título, quando se uniu a Io Shirai e Mayu Iwatani para disputar o vago Artist of Stardom Championship. A luta foi vencida pelas Hyper Destroyers (Evie, Hiroyo Matsumoto e Kellie Skater) em uma luta three-way de duplas, que também envolveu o Oedo Tai (Act Yasukawa, Kris Wolf e Kyoko Kimura).
No início de 2016, Watanabe e Jungle Kyona formaram a dupla JKGReeeeN. Em 10 de janeiro, JKGReeeeN desafiou Thunder Rock (Io Shirai e Mayu Iwatani) pelo Goddesses of Stardom Championship, mas não tiveram sucesso. JKGReeeeN continuou a lutar ao longo de 2016 e participou da Goddesses of Stardom Tag League de 2016, mas não conseguiram chegar às finais.

#### Queen's Quest (2016–2021)
Pouco depois da Goddesses of Stardom Tag League de 2016, Watanabe se virou contra Jungle Kyona e se juntou ao grupo Queen's Quest.
Em 7 de janeiro de 2017, Watanabe, junto com HZK e Shirai, derrotou Kagetsu, Kyoko Kimura e Viper, que substituiu Hana Kimura devido a uma lesão, para conquistar o Artist of Stardom Championship. No final de janeiro, Watanabe sofreu uma lesão no ligamento cruzado anterior (LCA) durante um treino, o que a forçou a entrar em um hiato. Em 9 de abril, o Artist of Stardom Championship ficou vago devido à incapacidade de Watanabe de lutar por causa da lesão. Após 10 meses de recuperação, Watanabe retornou em 4 de novembro, onde derrotou Kris Wolf.
Em 18 de fevereiro de 2018, Watanabe desafiou a líder do Queen's Quest, Shirai, pelo Wonder of Stardom Championship no evento principal do Korakuen Hall, mas não teve sucesso. Em 30 de abril, Watanabe venceu o Torneio 
Cinderella de 2018, derrotando Bea Priestley na final. Ela expressou seu desejo de lutar pelo Wonder of Stardom Championship contra a então campeã, Io Shirai. Em 23 de maio, Watanabe derrotou Shirai para conquistar o título, tornando-se a lutadora mais jovem vencer o cinturão, com apenas 18 anos.
Em junho de 2018, Watanabe se tornou a líder do Queen's Quest após a saída de Io Shirai da Stardom. No Mask Fiesta 2018, em 28 de outubro, Watanabe, sob o nome de ringue Black Fuzzy Peach, usou uma máscara e fez parceria com Masked Wan-chan, Mini Iotica e Red Snake para derrotar Fancy Maruyama, Natsuki Urabe, Reo Hazuki e Yukari Ishino. Em 4 de novembro, Watanabe e Utami Hayashishita venceram a Goddesses of Stardom Tag League de 2018, derrotando Bea Priestley e Chardonnay na final. Em 23 de novembro, Hayashishita e Watanabe conquistaram o Goddesses of Stardom Championship ao derrotar J.A.N. (Jungle Kyona e Natsuko Tora).
Em 5 de abril de 2019, Watanabe participou do primeiro evento da Stardom nos Estados Unidos, em Nova Iorque, onde defendeu com sucesso o Wonder of Stardom Championship contra sua parceira de dupla, Utami Hayashishita. No Torneio Cinderella da Stardom de 2019, em 29 de abril, Watanabe foi derrotada por Konami na primeira rodada. Em 16 de maio, Watanabe perdeu o Wonder of Stardom Championship para Arisa Hoshiki, encerrando seu reinado de 358 dias e estabelecendo um recorde com o maior número de defesas de título bem-sucedidas, com 13 defesas. Em 15 de julho, Hayashishita e Watanabe perderam o Goddesses of Stardom Championship para Tokyo Cyber Squad (Jungle Kyona e Konami). Em 23 de novembro, Watanabe, junto com AZM e Hayashishita, conquistaram o Artist of Stardom Championship após derrotarem Andras Miyagi, Kagetsu e Natsu Sumire.
Em 19 de janeiro de 2020, durante o evento principal do show 9º Aniversário da Stardom, Watanabe desafiou Iwatani pelo World of Stardom Championship, mas não teve sucesso. Em 8 de fevereiro, AZM, Hayashishita e Watanabe perderam o Artist of Stardom Championship para Donna Del Mondo (Giulia, Maika e Syuri). No Stardom Yokohama Cinderella 2020, em 3 de outubro, Watanabe desafiou Bea Priestley pelo SWA World Championship, mas novamente não teve sucesso. Em 8 de novembro, Watanabe, junto com AZM, venceu a Goddesses of Stardom Tag League de 2020 ao derrotar Giulia e Maika na final. Após vencer a Tag League, AZM e Watanabe desafiaram Hayashishita e Saya Kamitani, em 14 de novembro, pelo Goddesses of Stardom Championship, mas foram derrotadas. Em 20 de dezembro, Watanabe desafiou Hayashishita pelo World of Stardom Championship, mas novamente não teve sucesso. No Stardom Osaka Dream Cinderella 2020, também em 20 de dezembro, Watanabe desafiou Utami Hayashishita pelo World of Stardom Championship, mas falhou mais uma vez.
Em 30 de janeiro de 2021, Watanabe desafiou Syuri pelo SWA World Championship, mas não teve sucesso. No Stardom Cinderella Tournament 2021, Watanabe foi derrotada por Starlight Kid na primeira rodada, em 10 de abril. No Stardom 5 Star Grand Prix 2021, Watanabe competiu no bloco "Red Goddess", onde terminou com um total de 12 pontos. Ela então foi derrotada por Syuri na final, em 25 de setembro. No Stardom 10th Anniversary Grand Final Osaka Dream Cinderella em 9 de outubro de 2021, Watanabe fez parceria com Saya Kamitani e AZM para desafiar MaiHimePoi (Maika, Himeka e Natsupoi) pelo Artist of Stardom Championship, mas não teve sucesso. Watanabe também se tornou vítima dos jogos mentais de Starlight Kid, que usou essa estratégia para recrutar mais membros para o Oedo Tai. Isso aconteceu desde o Kawasaki Super Wars, o primeiro evento da trilogia Stardom Super Wars, realizado em 3 de novembro de 2021. Nesse evento, Watanabe desafiou Starlight Kid pelo High Speed Championship, mas novamente não teve sucesso. No Tokyo Super Wars, em 27 de novembro, Watanabe se uniu a AZM para derrotar Unagi Sayaka e Lady C.

#### Oedo Tai (2021–2024)
A rivalidade entre Watanabe e Starlight Kid degenerou para uma luta de quartetos de eliminação, onde ambas seriam as capitãs de suas respectivas equipes. A capitã perdedora seria forçada a se juntar ao grupo inimigo e, se Kid perdesse, também teria que tirar sua máscara. A luta ocorreu em 18 de dezembro, no Osaka Super Wars, evento que representou a última parte da trilogia Super Wars. Com a luta chegando ao seu clímax e o Queen's Quest liderando por 2 a 1 sobre o Oedo Tai, um momento chocante aconteceu quando Watanabe traiu sua facção e golpeou sua parceira de longa data, AZM, na cabeça com uma cadeira, garantindo a vitória para o Oedo Tai e se auto proclamando a “Black Peach” do grupo, virando heel no processo.

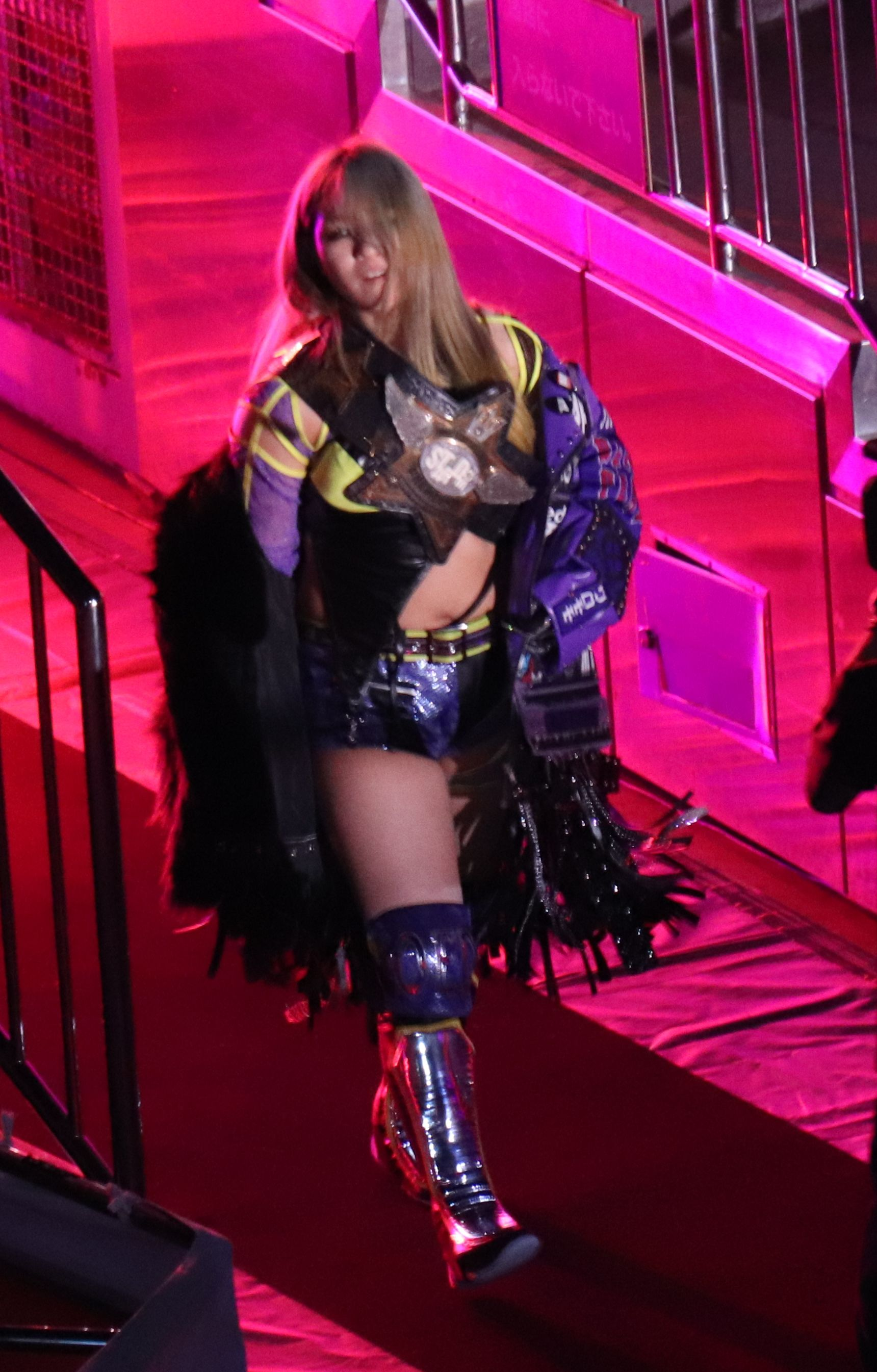
Watanabe na segunda noite do Stardom World Climax 2022, em 27 de março.

No Stardom Nagoya Supreme Fight, em 29 de janeiro de 2022, Watanabe e Starlight Kid enfrentaram Utami Hayashishita e AZM do Queen's Quest em uma luta de vingança, onde saíram vitoriosas. Na primeira noite do Stardom World Climax 2022, em 26 de março, Watanabe se uniu a Kid sob o nome de "Black Desire" para derrotar FWC (Hazuki e Koguma) e conquistar o Goddesses of Stardom Championship. No Torneio Cinderella da Stardom de 2022, Watanabe foi derrotada por AZM na primeira rodada, em 3 de abril. No Stardom Golden Week Fight Tour em 5 de maio de 2022, ela e Starlight Kid perderam o Goddesses of Stardom Championship para Hazuki e Koguma. No Stardom Flashing Champions em 28 de maio de 2022, Watanabe fez parceria com Saki Kashima e Starlight Kid para derrotar MaiHimePoi (Maika, Himeka e Natsupoi) e conquistar o Artist of Stardom Championship. No Stardom Fight in the Top em 26 de junho de 2022, ela, junto com Kashima e Kid, defendeu com sucesso os títulos contra God's Eye (Syuri, Ami Sourei e Mirai) e Donna Del Mondo (Giulia, Maika e Mai Sakurai). No Mid Summer Champions in Tokyo, o primeiro evento da série, realizado em 9 de julho de 2022, Watanabe desafiou Syuri pelo World of Stardom Championship, mas não teve sucesso. Em 24 de julho, no Mid Summer Champions in Osaka, ela, Kid e Kashima defenderam com sucesso os títulos de artistas contra Giulia, Maika e Himeka. No Stardom 5 Star Grand Prix 2022, Watanabe competiu no bloco "Blue Stars", terminando com um total de 12 pontos. No Stardom x Stardom: Nagoya Midsummer Encounter, em 21 de agosto de 2022, Watanabe, Kid e Kashima defenderam com sucesso os títulos de artistas contra Cosmic Angels (Mina Shirakawa, Unagi Sayaka e Saki).

#### H.A.T.E. (2024–presente)
Na segunda noite do Stardom Sapporo World Rendezvous, em 28 de julho de 2024, Tora anunciou a dissolução do Oedo Tai e o nascimento da nova unidade chamada H.A.T.E., que contou com ela mesma, Saya Kamitani, Momo Watanabe, Thekla, Konami, Rina e Ruaka.

### New Japan Pro-Wrestling (2021, 2024)

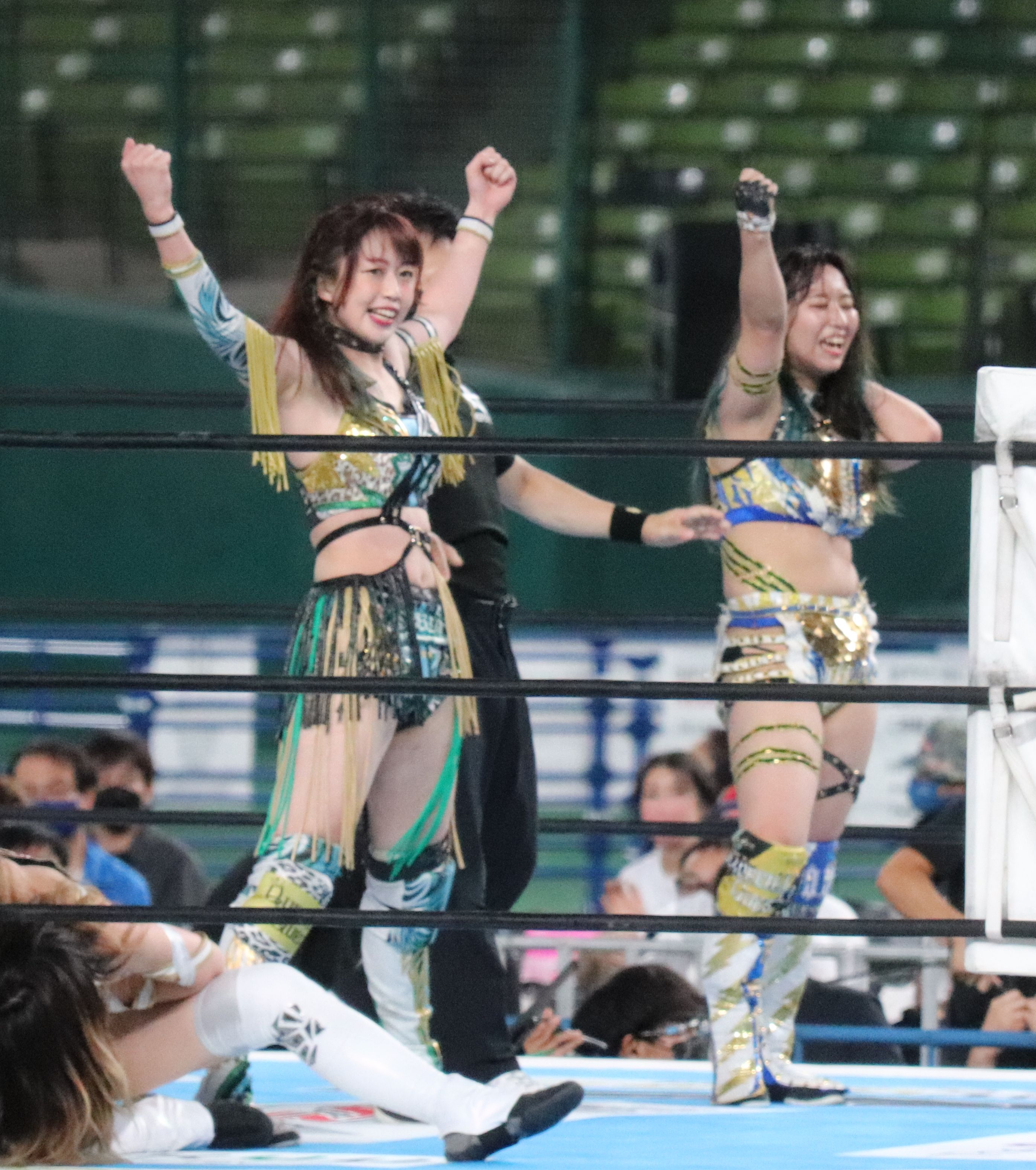
Watanabe (à direita) e Saya Kamitani (à esquerda) após sua vitória no Wrestle Grand Slam in MetLife Dome em 4 de setembro de 2021.

Watanabe participou de lutas-exibição organizadas pela New Japan Pro-Wrestling (NJPW) para promover o talento joshi. Na primeira noite do Wrestle Grand Slam in MetLife Dome, em 4 de setembro, Watanabe se uniu a Saya Kamitani para derrotar Lady C e Maika. Na segunda noite, em 5 de setembro, a dupla foi derrotada por Giulia e Syuri.
No Forbidden Door em 30 de junho, Watanabe e Kris Statlander perderam para Willow Nightingale e Tam Nakano no show Zero Hour.
Em 30 de agosto, no Capital Collision, Watanabe desafiou sem sucesso Mercedes Moné pelo Strong Women's Championship.

## Títulos e prêmios
- All Elite Wrestling 
  - Copa Internacional Femininina (2025)
- Pro Wrestling Illustrated
  - PWI a colocou na #28ª posição das 100 melhores lutadoras individuais no PWI Women's 100 em 2020[51]
  - PWI a colocou na #20ª posição das 50 melhores duplas no PWI Tag Team 50 em 2020 com AZM, Saya Kamitani e Utami Hayashishita[52]
- World Wonder Ring Stardom
  - Artist of Stardom Championship (3 vezes) – com AZM e Utami Hayashishita (1),[5] HZK e Io Shirai (1),[4] Saki Kashima e Starlight Kid (1)[53]
  - Goddesses of Stardom Championship (3 vezes) – com Utami Hayashishita (1),[6] Starlight Kid (1) e Thekla (1)
  - Wonder of Stardom Championship (1 vez)[7]
  - Torneio Cinderella (2018)[17]
  - Goddesses of Stardom Tag League – com Utami Hayashishita (2018)[20] e AZM (2020)[27]
  - 5★Star GP Award (2 vezes)
    - 5★Star GP Prêmio Espírito de Luta (2018)[54]
    - Prêmio de Melhor Luta do Red Stars (2024) vs. Mayu Iwatani em 15 de agosto no Red Stars B[55]

  - Stardom Year-End Award (4 vezes)
    - Prêmio de Melhor Dupla (2018) com Utami Hayashishita[56]
    - Prêmio de Melhor Unidade (2021) como parte do Oedo Tai, compartilhado com Natsuko Tora, Rina, Ruaka, Saki Kashima e Starlight Kid[57]
    - Prêmio Espírito de Luta (2016)[58]
    - Prêmio de MVP (2018)[56]